# Francis Newton
Francis Clement "Frank" Newton (Washington DC, 3 de gener de 1874 - Greenwich, Connecticut, 3 d'agost de 1946) va ser un golfista estatunidenc que va competir a principis del segle xx.
El 1904 va prendre part en els Jocs Olímpics de Saint Louis, on guanyà la medalla de plata en la prova per equips del programa de golf, com a membre de l'equip Trans-Mississippi Golf Association. En la prova individual arribà a semifinals, on perdé contra George Lyon, per la qual cosa guanyà la medalla de bronze.